# Grande Medo

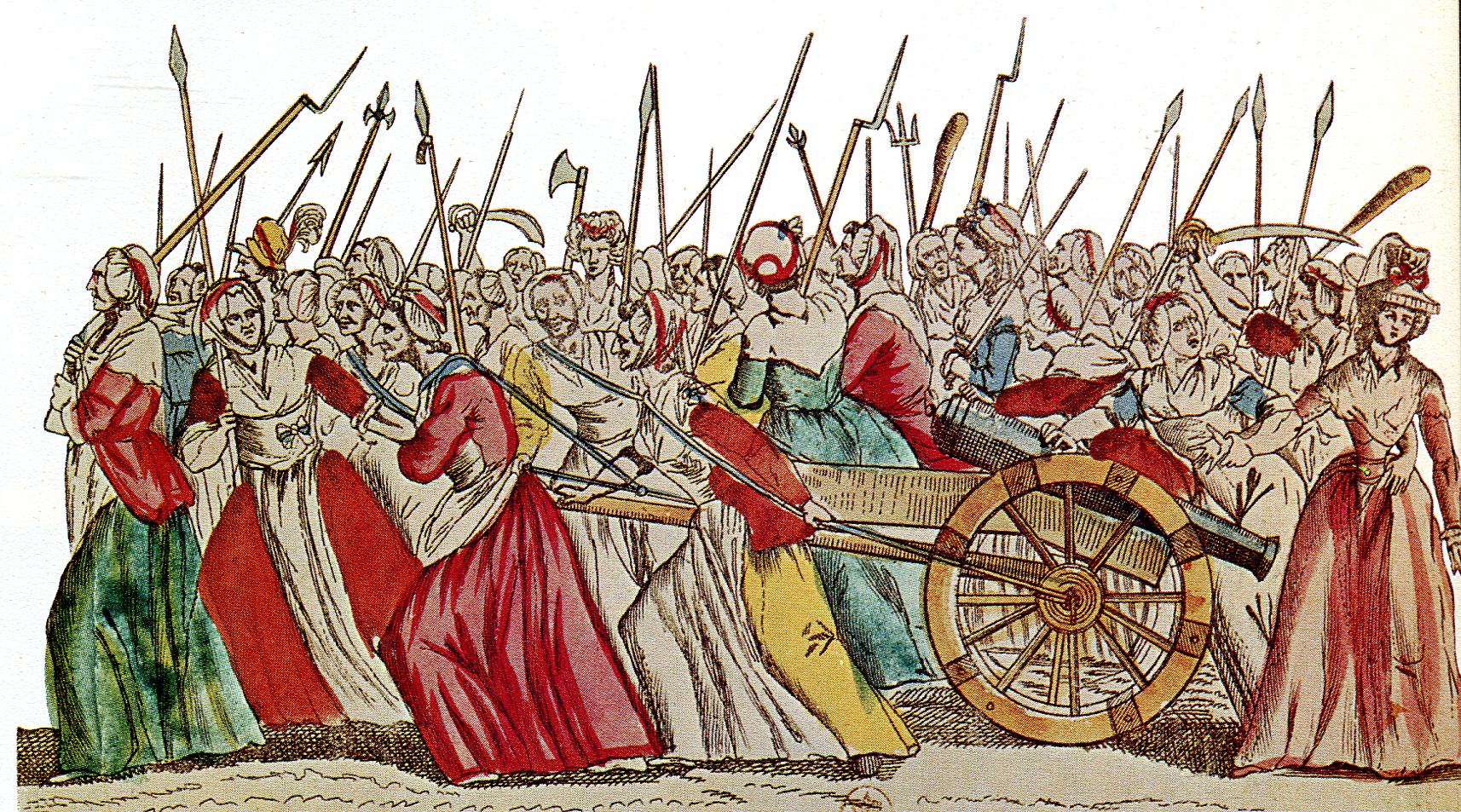
Camponeses empunhando armas na França revolucionária

Grande Medo é uma expressão que designa o período no qual o campesinato francês tomou conhecimento da Tomada da Bastilha. Saques, motins, ataques, incêndios eclodiram cidades como: Marselha, Lyon, Grenoble, Estrasburgo, Rennes, Saint-Malo, Le Havre e Dijon. Também ocorreram diversos ataques contra propriedades senhoriais gerando a fuga de muitos nobres de suas propriedades.
Teve como consequência imediata, a votação na noite de 4 de Agosto de 1789, na Assembleia Nacional Constituinte, que aboliu os privilégios feudais.